# Delphinium malyschevii
Delphinium malyschevii är en ranunkelväxtart som beskrevs av N.V. Frizen. Delphinium malyschevii ingår i släktet storriddarsporrar, och familjen ranunkelväxter. Inga underarter finns listade i Catalogue of Life.